# Летучая мышь (фильм, 1979)
«Лету́чая мышь» — советский двухсерийный цветной музыкальный художественный телефильм, поставленный на Киностудии «Ленфильм» в 1979 году режиссёром Яном Фридом по одноимённой оперетте Иоганна Штрауса.
Фильм создан по заказу Государственного комитета Совета министров СССР по телевидению и радиовещанию.
Телевизионная премьера фильма состоялась 4 марта 1979 года.

## Сюжет
Вторая половина XIX века, Австро-Венгерская империя. Венский банкир Генрих Айзенштайн за совершённое браконьерство должен сесть в тюрьму, но, рассказывая жене Розалинде об этом происшествии, он завирается, так как к домику лесничего отправился с некой Эммой, женой своего знакомого Шульца. Но вовремя появившийся директор местного театра Фальк, поневоле угодив в эту щекотливую ситуацию, вынужден выручать своего легкомысленного приятеля. Кое-как выпутавшись, он уговаривает Генриха провести этот вечер на балу, который даёт приехавший из России известный меценат, князь Орловский. Ради развлечения Генрих готов повременить с тюрьмой и, что гораздо сложнее, соврать жене, но он не подозревает, что коварный Фальк в отместку решил разыграть его при помощи его же собственной горничной Адели, которая по плану Фалька тоже должна приехать на бал в эффектном костюме «Летучей мыши» и соблазнить своего хозяина. Адель соглашается на эту авантюру, потому что мечтает стать актрисой и успех розыгрыша станет доказательством её актёрских способностей.
Генрих собирается якобы в тюрьму, а на самом деле — танцевать и развлекаться. Розалинда, случайно услышав разговор Фалька и Адели, узнаёт, где муж собирается провести ночь. Адель пытается отпроситься у Розалинды якобы на могилу бабушки, но, уличённая во лжи, признаётся хозяйке во всём. В голове Розалинды рождается хитроумный план, как проучить непутёвого мужа и его легкомысленного друга. Для этого она решает появиться на балу в наряде «Летучей мыши» сама, а Адель отправить туда под видом некой баронессы.
После отъезда приятелей в дом Айзенштайнов приходит тайный поклонник Розалинды, студент Альфред. Розалинда сперва не хочет впускать его, но так как за Генрихом скоро должна приехать тюремная карета, всё-таки принимает своего незадачливого воздыхателя, подпаивает и сдаёт на руки приехавшему директору тюрьмы вместо своего мужа.
А Генрих и Фальк тем временем вовсю веселятся. В самый разгар веселья на балу появляются «баронесса» и «Летучая мышь». Как и полагается по закону жанра, муж не узнаёт свою жену под маской и начинает ухаживать за ней со всем пылом страсти. Потеряв голову, в знак верности он дарит ей часы, ранее подаренные ему самой же Розалиндой. А «баронесса» тем временем успешно очаровывает многих поклонников, готовых тут же сделать ей предложение руки и сердца.
Утром, после бала, Генрих едет в тюрьму, чтобы отсидеть положенный срок, но с изумлением узнаёт, что один «Айзенштайн» там уже сидит. Подозревая жену в неверности, Генрих под видом адвоката намерен выяснить подробности, уличить изменницу и наказать, но, уличённый опрометчиво подаренными часами, просит у жены прощения и, конечно же, получает его. В итоге легкомысленные приятели посрамлены и прощены, студент получает заслуженную свободу, а талантливая горничная — место актрисы в театре Фалька.

## В ролях
- Юрий Соломин — Генрих Айзенштайн, муж Розалинды, барон (поёт Владимир Барляев)
- Людмила Максакова — Розалинда Айзенштайн, жена Генриха, баронесса (поёт Лариса Шевченко)
- Виталий Соломин — Фальк, друг Генриха, директор театра (поёт Александр Мурашко)
- Лариса Удовиченко — Адель, служанка в доме Айзенштайнов, актриса (поёт Софья Ялышева)
- Олег Видов — Альфред, поклонник Розалинды, студент (поёт Макар Алпатов)
- Юрий Васильев — князь Орловский (поёт Вячеслав Тимошин)
- Игорь Дмитриев — Франк, директор тюрьмы (поёт Борис Смолкин)
- Евгений Весник — прокурор Амедей, муж Амалии, отец Лотты
- Гликерия Богданова-Чеснокова — Амалия, жена прокурора, мать Лотты
- Ольга Волкова — Лотта, дочь Амалии и прокурора Амедея
- Сергей Филиппов — лесничий / официант
- Иван Любезнов — Фрош, дежурный тюремщик
- Владимир Ляховицкий — помощник Фроша
- Александр Демьяненко — Блинд, адвокат
- Макс Райкин — эпизод

## Съёмочная группа
- Композитор — Иоганн Штраус
- Сценарист — Ян Фрид по мотивам либретто Николая Эрдмана и Михаила Вольпина
- Режиссёр-постановщик — Ян Фрид
- Главный оператор — Анатолий Назаров
- Главный художник — Семён Малкин
- Главный балетмейстер — Константин Сергеев
- Балетмейстеры — Нина Пельцер, Николай Шарыгин
- Балет Ленинградского академического театра оперы и балета имени С. М. Кирова
солистка — Валентина Ганибалова (танец «Летучей мыши»)
- Оркестр и хор Ленинградского театра музыкальной комедии
Музыкальный руководитель и дирижёр — Владимир Рылов

## Критика
Киновед Александр Фёдоров писал, что «игра Юрия и Виталия Соломиных, на мой взгляд, достойна восхищения. Они играют легко, ярко и с видимым наслаждением погружаются в стихию опереточной „аристократично-буржуазной“ жизни и любовных недоразумений».